# Bermuda ai XXI Giochi olimpici invernali
Bermuda ha partecipato ai XXI Giochi olimpici invernali di Vancouver, che si sono svolti dal 12 al 28 febbraio 2010, con una delegazione formata da un solo atleta.

## Sci di fondo
| Gara                   | Atleta        | Tempo d'arrivo | Posizione |
| ---------------------- | ------------- | -------------- | --------- |
| 15 km a tecnica libera | Tucker Murphy | 42'39"1        | 88        |